# Oktan
Oktan je osmiuhlíkatý alkan (tedy uhlovodík pouze s jednoduchými vazbami) s chemickým vzorcem CH3(CH2)6CH3. Získává se z těžké benzínové frakce.

## Izomery
Oktan má 18 strukturních izomerů (25 včetně stereoizomerů):
- oktan (n-oktan)
- 2-methylheptan
- 3-methylheptan
- 4-methylheptan
- 3-ethylhexan
- 2,2-dimethylhexan
- 2,3-dimethylhexan
- 2,4-dimethylhexan
- 2,5-dimethylhexan
- 3,3-dimethylhexan
- 3,4-dimethylhexan
- 3-ethyl-2-methylpentan
- 3-ethyl-3-methylpentan
- 2,2,3-trimethylpentan
- 2,2,4-trimethylpentan (isooktan)
- 2,3,3-trimethylpentan
- 2,3,4-trimethylpentan
- 2,2,3,3-tetramethylbutan

## Použití
Název tohoto uhlovodíku se objevuje v názvu technické veličiny oktanové číslo, neboť izomer 2,2,4-trimethylpentan se využívá při stanovení stupně odolnosti paliva pro zážehové spalovací motory proti klepání (detonacím).